# DJ Outblast
DJ Outblast (eigentlich Marc Out) ist ein niederländischer Hardcore-Techno-DJ und Musikproduzent.

## Biografie
Marc Out entdeckte seine Leidenschaft für Hardcore nach eigenen Angaben im Jahr 1993 auf einer Party.
Angetan von der Musik und der Atmosphäre, die auf dieser Party herrschte, fing er an für sich selber Platten aufzulegen. Durch die damit gewonnene Übung im Umgang mit den Plattentellern legte er später in verschiedenen Jugendzentren seiner Heimatstadt auf. Zudem wurde er in einem kleinen Club Resident-DJ.
Im Jahr 1999 fing Marc Out dann an, seine eigenen Lieder am heimischen PC zu produzieren. Die ersten Songs wurden durch sein eigenes Underground-Label Blast Records veröffentlicht. Durch diese Veröffentlichungen wurden die beiden Produzenten Bass D & King Matthew auf ihn aufmerksam. Diese gaben ihm im Jahr 2000 die Chance, seine Lieder über das Masters of Hardcore Label zu veröffentlichen.
Nach vier Jahren war er in der Szene so etabliert, dass er auf verschiedenen Events wie der Sensation Black, Thunderdome, Masters of Hardcore und Defqon.1 als DJ auftrat. Im Jahr 2004 brachte er zusammen mit DJ Korsakoff die Single Unleash the Beast raus, welche sein endgültiger Durchbruch werden sollte.
2005 gab er als Hardcore-DJ in Eindhoven sein erstes ausverkauftes Konzert. Später im selben Jahr konnte sich sein Video zur Single Life Sentence for Mankind beim niederländischen Musiksender The Box in der Kategorie Best Dance Clip gegen Konkurrenten wie Tiësto und Armin van Buuren durchsetzen. Sein zweites ausverkauftes Konzert gab DJ Outblast 2006 in den Niederlanden. In den Jahren 2007 und 2008 war Outblast unter anderem auf der Loveparade der Sensation Black sowie der Mayday als DJ vertreten. Seine Single Infinity wurde 2008 offizielle Hymne der Masters of Hardcore. 2009 trat er bei der Syndicate als auch an der Army of Hardcore zusammen mit DJ Paul auf.
2017 gab er das Ende seiner Tätigkeit als DJ und Produzent bekannt.

## Diskografie
| Single                    | Jahr | Bemerkungen                                                            |
| ------------------------- | ---- | ---------------------------------------------------------------------- |
| Hey motherfuckers         | 2001 |                                                                        |
| Base Alert – Ojeeoink     | 2001 |                                                                        |
| Masters Symphony          | 2001 |                                                                        |
| Eardrumz                  | 2001 |                                                                        |
| Hardcore Time             | 2001 |                                                                        |
| Base Alert – Jellyneck    | 2002 |                                                                        |
| Eargazm EP                | 2002 |                                                                        |
| Back online               | 2003 |                                                                        |
| Fuck what u heard         | 2003 |                                                                        |
| Unleash the Beast         | 2004 | versus DJ Korsakoff                                                    |
| Base Alert – Zoo          | 2004 | Anthem Masters of Hardcore 2004                                        |
| Electro shocking          | 2005 | mit DJ D                                                               |
| Life sentence for mankind | 2005 |                                                                        |
| My Lifestyle              | 2006 |                                                                        |
| Dominator                 | 2006 | remixed by Outblast & Angerfist                                        |
| Face 2 Face               | 2007 | versus DJ Korsakoff                                                    |
| Never Surrender           | 2007 | versus DJ Korsakoff                                                    |
| Infinity                  | 2008 | Anthem Masters of Hardcore 2008                                        |
| Dominator 2009            | 2009 | mit Angerfist                                                          |
| Pride & Pain              | 2009 | Free bootleg                                                           |
| Delusion                  | 2010 | versus Angerfist                                                       |
| The Voice of Mayhem       | 2010 | Outblast & Angerfist feat. Tha Watcher Anthem Masters of Hardcore 2010 |
| The Hymn of Syndicate     | 2011 | Outblast & Korsakoff                                                   |